# Politikåret 1969

## Händelser

### Januari
- 10 januari – Sverige erkänner Nordvietnam och upptar diplomatiska förbindelser. Detta väcker irritation i USA och övriga nordiska länder är inte beredda att följa Sverige.
- 20 januari – Richard Nixon tillträder som USA:s president.[1]

### Maj
- 14 maj – Sveriges riksdag beslutar att den svenska myndighetsåldern ska sänkas från 21 till 20 år.
- 25 maj - En statskupp genomförs i Sudan.
- 30 maj – Spanien stänger gränsen till Gibraltar.[2]

### September
- 1 september – Officerare ledda av Muammar Khadaffi störtar kung Idis I av Libyen och skapar en islamisk socialistisk republik.[3]

### Oktober
- 1 oktober - Tage Erlander avgår som Sveriges statsminister och Socialdemokraternas partiledare. Olof Palme väljs till ny partiledare redan samma dag.
- 9 oktober – Regeringen Erlander III lämnar in sin avskedsansökan.
- 14 oktober – Olof Palme efterträder Tage Erlander som Sveriges statsminister.[4] och Regeringen Palme I bildas.
- 21 oktober - Willy Brandt väljs till Västtysklands förbundskansler

## Val och folkomröstningar
- 7–8 september – Stortingsval i Norge.
- 28 september – Förbundsdagsval i Västtyskland.

## Organisationshändelser
- 9 januari – Det svenska Högerpartiet byter namn till Moderata samlingspartiet.
- 17 april – Alexander Dubcek får sparken som ledare för tjeckoslovakiska kommunistpartiet och ersätts av Moskva-trogne Gustáv Husák.
- 26 september – Sven Wedén lämnar ledarskapet för Folkpartiet.
- 7 november – Gunnar Helén till ny ordförande för Folkpartiet.

## Födda
- 30 oktober – Stanislav Gross, Tjeckiens premiärminister 2004–2005.

## Avlidna
- 6 mars – Óscar Osorio, El Salvadors president 1950–1956.
- 24 mars – Joseph Kasavubu, Demokratiska republiken Kongos förste president 1960–1965.
- 28 mars – Dwight D. Eisenhower, USA:s president 1953–1961.
- 5 april – Rómulo Gallegos, Venezuelas president 17 februari–24 november 1948.
- 27 april – René Barrientos, Bolivias president 1964–2 januari 1966 och 6 augusti 1966–1969.
- 3 maj – Zakir Husain, Indiens president 1967–1969.
- 3 september – Ho Chi Minh, Nordvietnams president 1954–1969.
- 22 september – Adolfo López Mateos, Mexikos president 1958–1964.

### Fotnoter
1. ↑  ”United States” (på engelska). World Statesmen. http://www.worldstatesmen.org/United_States.html. Läst 24 september 2012.
2. ↑  ”Gibraltar” (på engelska). World Statesmen. http://www.worldstatesmen.org/Gibraltar.html. Läst 23 november 2012.
3. ↑  ”Libya” (på engelska). World Statesmen. http://www.worldstatesmen.org/Libya.htm. Läst 23 september 2012.
4. ↑  ”Sweden” (på engelska). World Statesmen. http://www.worldstatesmen.org/Sweden.html. Läst 2 augusti 2015.